# 半古典論
物理学において、半古典論（はんこてんろん、英: semiclassical theory）とは、古典力学との対応原理に基づき、古典力学を援用した量子力学の近似理論。準古典論とも呼ばれる。こうした近似手法としては、プランク定数を古典力学と量子力学を結び付ける摂動パラメータとして扱い、シュレディンガー方程式の近似解を求めるWKB近似や、量子力学的な遷移確率を2状態を結ぶ経路の重ね合わせで表現するファインマン経路積分及びその古典軌道に基づく解析、物性物理における電子波束の古典粒子的な扱い等が挙げられる。近年の量子カオスの研究の中では、EBK量子化やグッツウィラーの跡公式等の議論から古典力学と量子力学の対応原理そのものの理解にも関心が集められている。